# Mirmilón

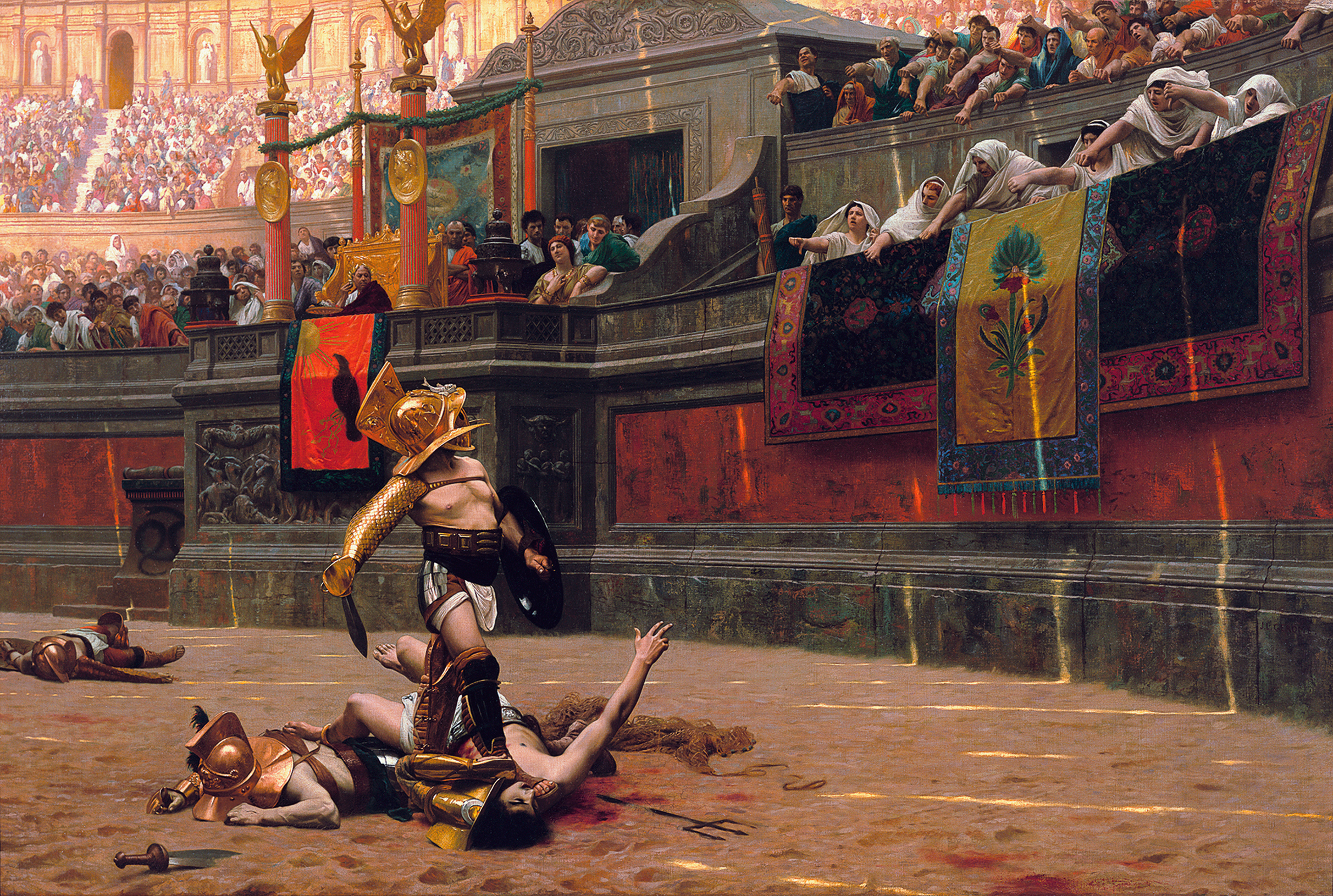
Un mirmilón representado en el cuadro Pollice Verso, por Jean-Léon Gérôme (1872).

El mirmilón (del latín murmillo) era una clase de gladiador aparecido a inicios de la época imperial romana. Estos gladiadores recibían esta denominación por la figura del pez (mórmylos o mormyros) que llevaban sobre la cimera de su casco; esta era la principal característica que distinguía al mirmilón de otros tipos de gladiadores (reciarios, samnitas y tracios).

## Equipo y armamento
Su casco grande con penacho de crin de caballo o cresta de metal, generalmente de bronce, y con una visera facial en forma de rejilla, se denominaba cassis crista (casco con cresta) y se basaba en el casco beocio griego. Además de eso, portaba subligaculum, un cinturón ancho (balteus), una greba en su pierna izquierda y una manica (protector de cuero y metal escamado o segmentado) en su brazo derecho. Estaba armado con el gladius romano (arma a la que los gladiadores deben su denominación), y también portaba el escudo rectangular típico de los legionarios romanos. En ocasiones, los mirmilones luchaban con la armadura completa, que incluía fascias, un acolchado grueso en la piernas, y ocreas, espinilleras de metal, lo cual hacía de ellos un oponente formidable.
Sustituyó al anterior tipo de gladiador llamado galo, cuyo estilo de lucha y las armas derivaba de los prisioneros galos.

## Estilo

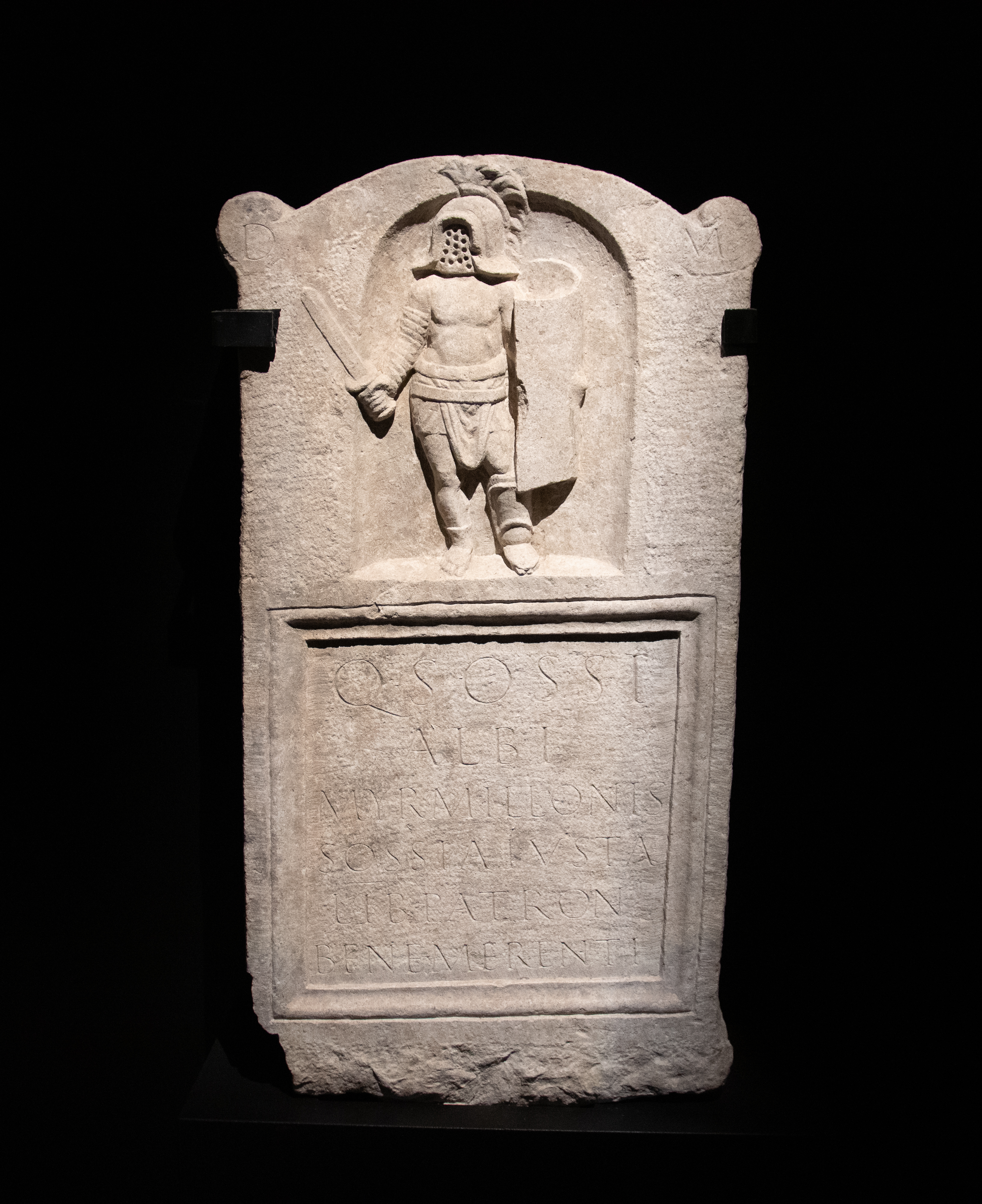
Estela funeraria del mirmilón Quinto Sosio Albio en la necrópolis de Vía Annia, Aquilea.

El emparejamiento más común era el que enfrentaba a un mirmilón con un tracio y también era habitual el enfrentamiento con un hoplomaco, con quienes compartía parte del equipo (notablemente protector de brazo, casco cerrado y la peligrosa espada corta). Sin embargo, varios autores antiguos, como Valerio Máximo y Quintiliano, afirman que también luchaba regularmente con el reciario. Sin duda, una pareja inusual, contrastando un gladiador pesado fuertemente armado con otro ligero con escasa protección. Sin embargo, también habría sido apropiado tener al reciario, que representa un pescador, luchando con un mirmilón que representa a un pez o monstruo marino. Esta pareja es a veces discutida, las representaciones de este tipo de gladiador generalmente los muestran luchando contra un tracio o un hoplomaco. Sin embargo, el Time Team de Chanel 4 descubrió en Gales un mango de cuchillo tallado representando a un mirmilón y un reciario luchando.
El estilo de lucha de los mirmilones era adecuado para hombres con brazos y hombros fuertes debido a que soportaban el peso del escudo, la espada y el casco pesado. Como resultado, los mirmilones solían ser altos y muy musculosos. El mirmilón dependía de su fuerza y resistencia para sobrevivir a la lucha contra enemigos que eran más aptos para atacar. El escudo rectangular le daba una ventaja en la defensa y el gladio le permitía empujar y golpear a sus enemigos cuando estaban a corta distancia. Los mirmilones también estaban entrenados para patear a su rival con el grueso acolchado que usaban alrededor de las piernas.
En los frescos y grafitis de Pompeya se pueden ver varios ejemplos de mirmilones en acción. En uno de ellos bien conservado, un mirmilón llamado Marco Atilo, a quien se le atribuye un combate y una victoria, está representado de pie sobre la figura derrotada de Lucio Recio Felix, un gladiador al que se le atribuyen doce combates y doce victorias. El oponente se muestra arrodillado, desarmado y sin casco. Los grafitis registran que Felix sobrevivió al combate y se le concedió la libertad (manumisión).